# Enallagma carunculatum
Enallagma carunculatum es una especie de caballito del diablo del género Enallagma, de la familia Coenagrionidae, orden Odonata. Fue descrita por Morse en 1895.
Mide 27-37 mm de longitud. Se distribuye por América del Norte: Estados Unidos, Canadá y México, donde habita en ríos, lagos y estanques abiertos.